# NGC 3075
NGC 3075 este o galaxie spirală situată în constelația Leul. A fost descoperită în 18 martie 1836 de către John Herschel. Se află la o distanță de 53,71 de megaparseci de Pământ.